# بلفونت (پنسیلوانیا)
بلفونت (به انگلیسی: Bellefonte) یک منطقهٔ مسکونی در ایالات متحده آمریکا است که در شهرستان سنتر، پنسیلوانیا واقع شده‌است. بلفونت ۴٫۷۹ کیلومتر مربع مساحت و ۶٬۱۸۷ نفر جمعیت دارد و ۲۸۰٫۱۱ متر بالاتر از سطح دریا واقع شده‌است.